# Dotik
Dotik (Dotic, Dôtic) ist ein osttimoresischer Suco im Verwaltungsamt Alas (Gemeinde Manufahi). „Dotik“ ist der Name des Baums Alstonia scholaris auf Tetum.

## Geographie

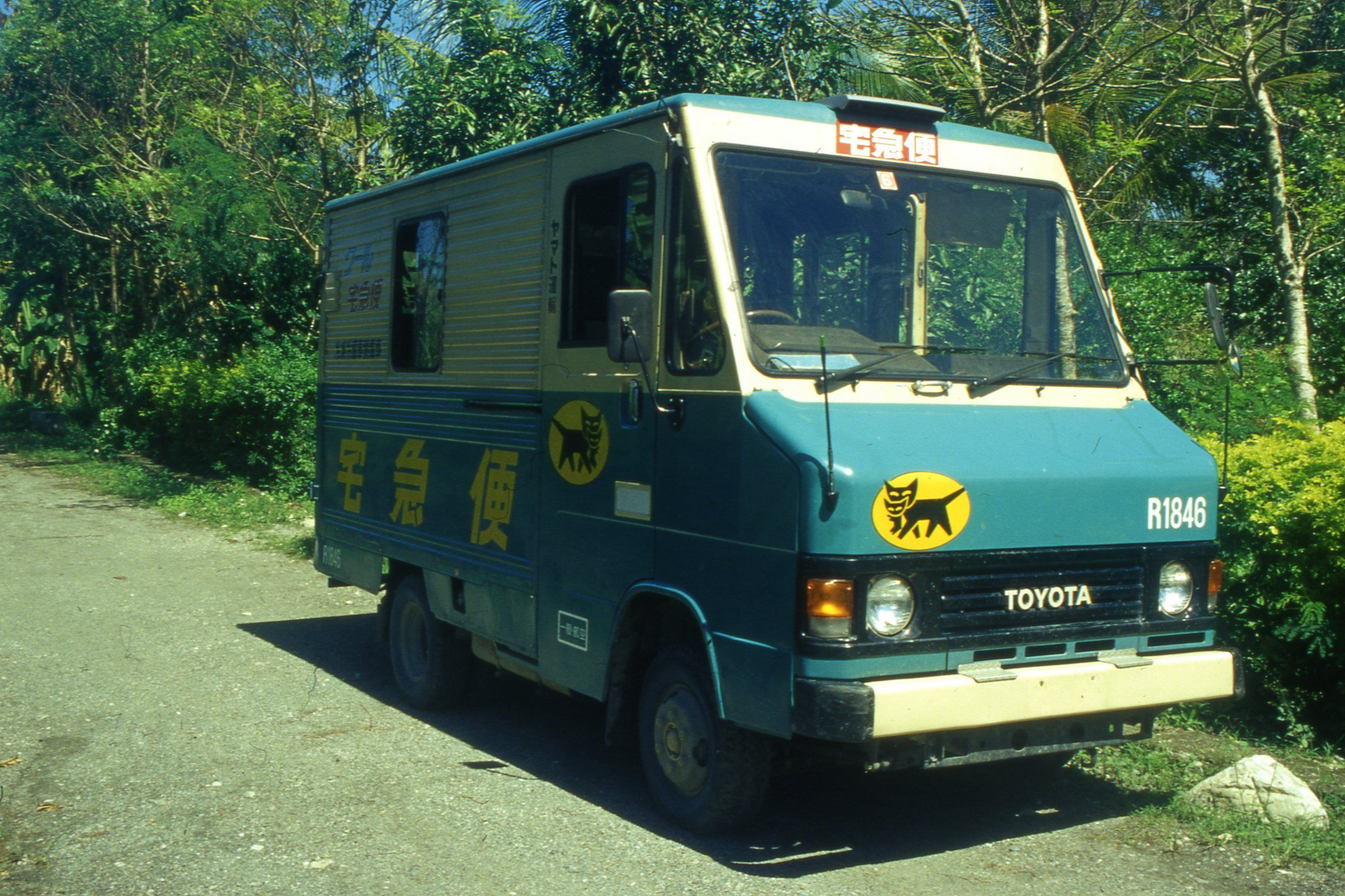
Ein gespendeter Lieferwagen von Yamato Transport dient in Wecian als Schulbus (2000).

Dotik bildet entlang des Flusses Clerec (Clára) die Ostgrenze von Alas zum Verwaltungsamt Fatuberlio mit seinen Sucos Caicassa, Fatucahi und Bubussuso. Der Fluss verschwindet nahezu in sumpfigen Marschland mit mehreren Lagunen. Die größte Lagune, die Lagoa Mapliu durchfließt der Clerec, bevor er in die Timorsee mündet. Die Westgrenze des Sucos Dotik bildet auf weiten Strecken der Südliche Lacló, einer der größten Flüsse Osttimors, beziehungsweise im Nordwesten sein Nebenfluss, der Laclodosul. Am anderen Ufer liegen die Sucos Aituha, Taitudac, Maha-Quidan und Uma Berloic.
Vor der Gebietsreform 2015 hatte Dotik eine Fläche von 145,84 km². Nun sind es 120,14 km².
Der Ort Dotik liegt im Süden des Sucos, auf einer Meereshöhe von 78 m, nahe der Timorsee. Im Ort trifft die Straße, die von der Gemeindehauptstadt Same über den Ort Alas führt, auf die südliche Küstenstraße, eine der Hauptverkehrsadern Osttimors ist. In Dotik gibt es einen Hubschrauberlandeplatz für Notfälle und eine Grundschule, die Escola primaria Dotik. In Dotik treffen sich die südliche Küstenstraße, eine der wichtigsten Verkehrsverbindungen des Landes, und die Überlandstraße aus dem Ort Alas. Dotik besteht aus den Ortsteilen Datolor, Lacaluan (Lacluan) und Wecian.
Östlich des Ortes Dotik liegt das Dorf Oeto, an der Straße nach Alas die Dörfer Nobularan und Lakluan. Am Clerec liegen die Orte Sarin und Ueberec (Ueberec, Weberek). In Weberec gibt es eine Vorschule, eine Grundschule, eine präsekundäre Schule und eine medizinische Station.
Im Suco befinden sich die drei Aldeias Lacaluan, Sarin und Ueberec.

## Einwohner

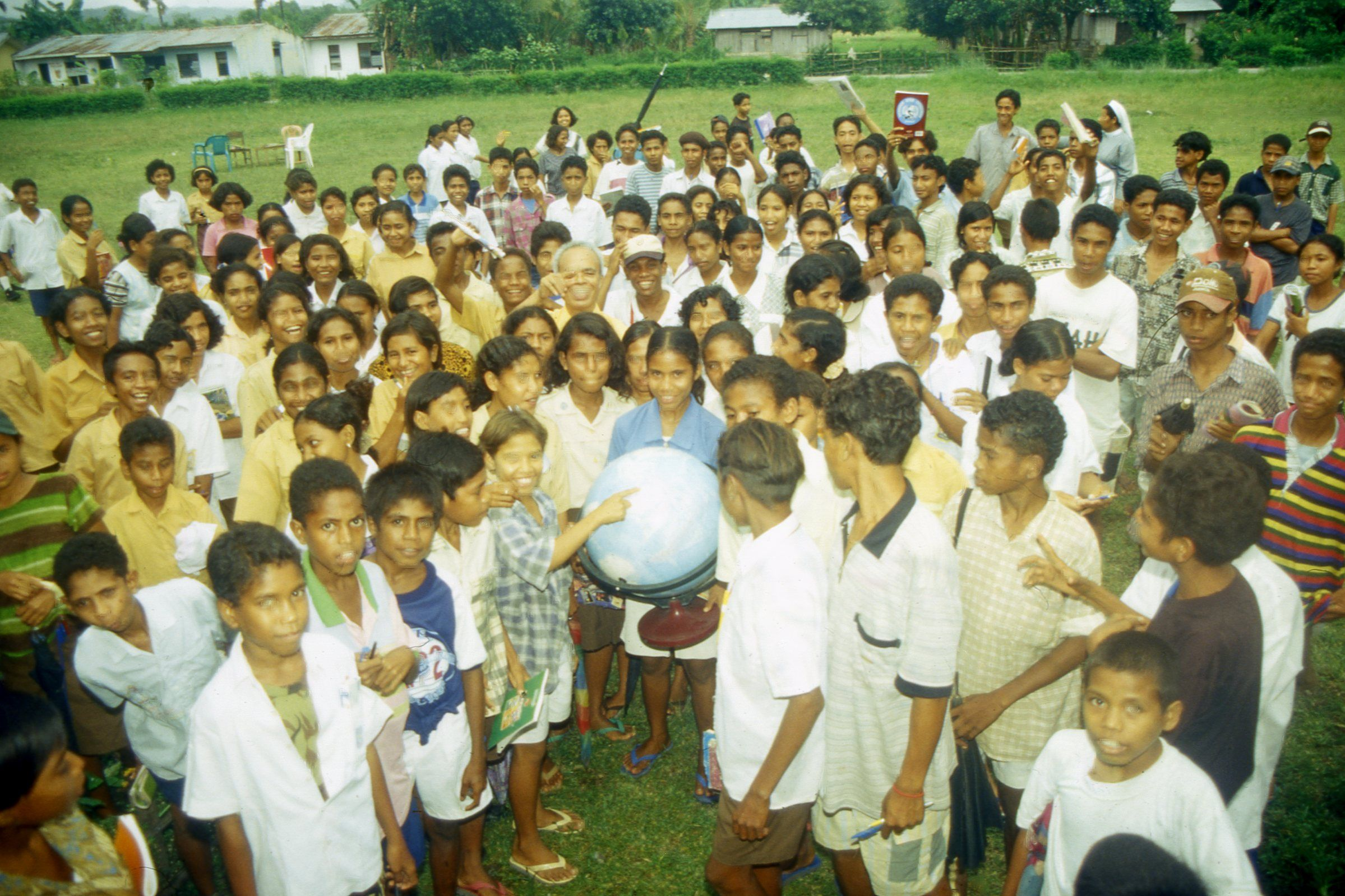
Schulkinder in Wecian

In Dotik leben 2.487 Einwohner (2022), davon sind 1.307 Männer und 1.180 Frauen. Im Suco gibt es 457 Haushalte. Über 70 % der Einwohner geben Tetum Terik als ihre Muttersprache an. 17 % sprechen Lakalei, über 10 % Tetum Prasa und über 1 % Mambai.

## Geschichte

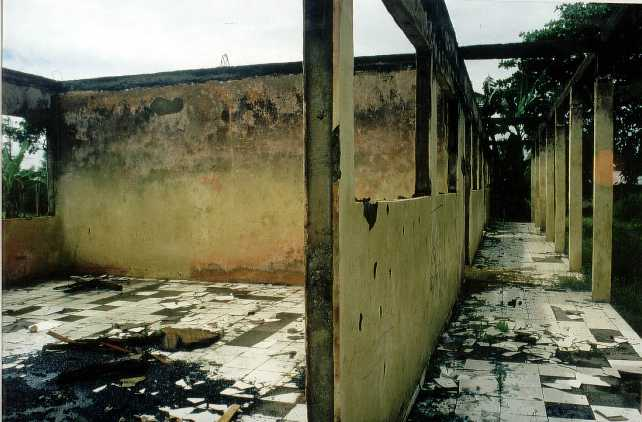
Von pro-indonesischen Milizen niedergebrannte Schule in Wecian (2000)

Nahe Dotik wurde 1979 der osttimoresische Freiheitskämpfer Vicente dos Reis beim Berg Casa dos Morcegos begraben. Er war bei Kämpfen gegen indonesische Soldaten verwundet worden und verblutet.

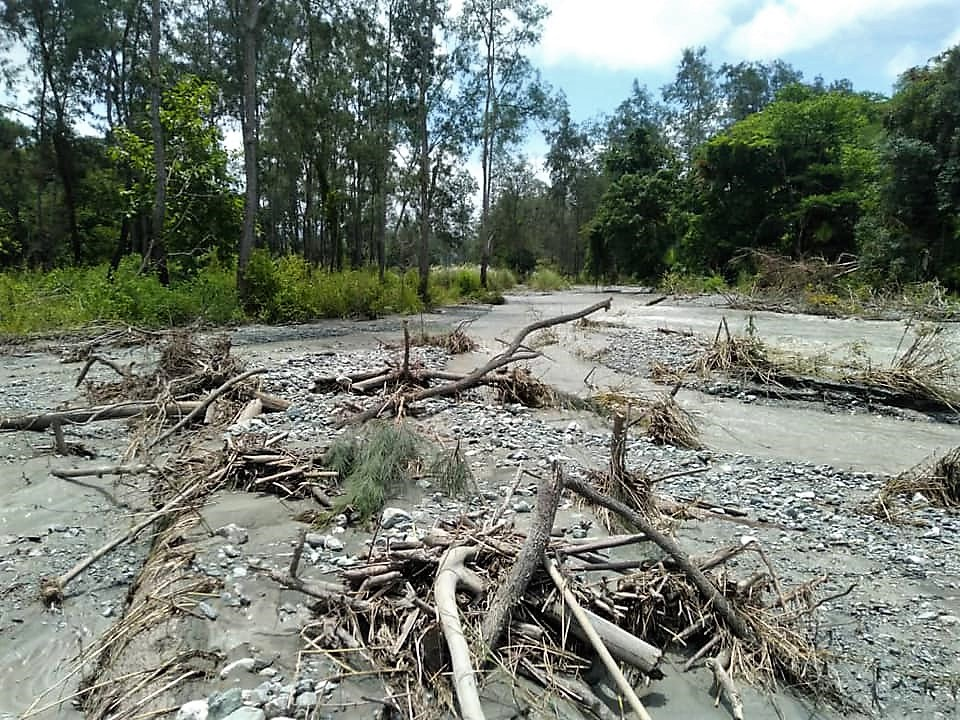
Am Südlichen Laclo in Dotik

1981 wurden die Einwohner von Bubussuso, Caicassa und Fahinehan (Verwaltungsamt Fatuberlio) von den indonesischen Besatzern nach Dotik zwangsumgesiedelt. Für sie wurde der neue Ort Weberec gegründet. Die Menschen standen in Verdacht, die Widerstandskämpfer der FALINTIL mit Nahrungsmitteln zu versorgen. Da die Menschen aus Fatuberlio als Bergbewohner nur ihre fruchtbaren Felder gewohnt waren, hatten sie Schwierigkeiten im heißen, sumpfigen Flachland, was zu vielen Todesfällen führte.
36 Familien aus dem Dorf Dotik wurden 1998 von den Indonesiern willkürlich festgenommen, um die Hintermänner eines Angriffs auf eine nahegelegene Militärbasis der Besatzungsmacht am 9. November zu ermitteln.

## Politik
Bei den Wahlen von 2004/2005 wurde Franco da Costa Duarte zum Chefe de Suco gewählt. Bei den Wahlen 2009 gewann Sebastião da Costa Amaral und 2016 in seinem Amt bestätigt.